# Angelo Lechi
Angelo Lechi, francoski general italijanskega rodu, * 1769, † 1845.
Tudi njegova brata, Teodoro in Giuseppe Lechi, sta bila generala na Napoleonovi strani.